# José Segrelles
José Gabriel Segrelles Albert (Albaida, 18 de marzo de 1885-Albaida, 3 de marzo de 1969) fue un pintor, cartelista e ilustrador español. Su estilo se apartaba del costumbrismo que imperaba en el arte de finales del siglo XIX y principios de XX. Su pintura se incluye dentro del orientalismo, del simbolismo, del realismo mágico y de la ciencia ficción, así como del art decó en su faceta como cartelista. Es tío de los historietistas y pintores Eustaquio Segrelles y Vicente Segrelles

## Su obra
Comenzó su formación académica en las Bellas Artes en la Real Academia de San Carlos y en la Escuela de Artesanos de Valencia y los terminó en la Lonja de Barcelona. Fue elegido cartelista número 1 de Cataluña. Después de haber obtenido diversos premios en este campo, recibió el encargo del que sería el primer cartel de las Fallas de Valencia en 1929. En 1929 viajó a Nueva York, allí realizó una exposición en 1931 en Roerich Museum. Según algunas fuentes su éxito es equiparable a la fama de maestros como Arthur Rackham y Gustavo Doré. 
Regresó a España, y tras recibir homenajes en Cataluña, Madrid y Valencia, se estableció definitivamente en Albaida donde impulsó su casa-museo que aún hoy expone la colección más importante de Segrelles. Recibió la Medalla de Oro en la Exposición Internacional de Barcelona en 1929 y a título póstumo, la Medalla al Mérito en el Trabajo en su categoría de oro. 
Se dedicó toda su vida a la ilustración de obras literarias, especialmente a raíz de La Literatura Universal adaptada para los niños editada por Araluce. Las Florecillas de San Francisco (Vilamala-1923), Las Mil y una noches (Salvat 1932 y 1956), Don Quijote de la Mancha (Espasa Calpe-1966 y sucesivas). Colaboró como dibujante en L'Esquella de la Torratxa. También colaboró como ilustrador en revistas inglesas (como The Illustrated London News), The American Weekly, The Sketch, Redbook y Cosmopolitan, entre 1927 y 1936.

### Pintor

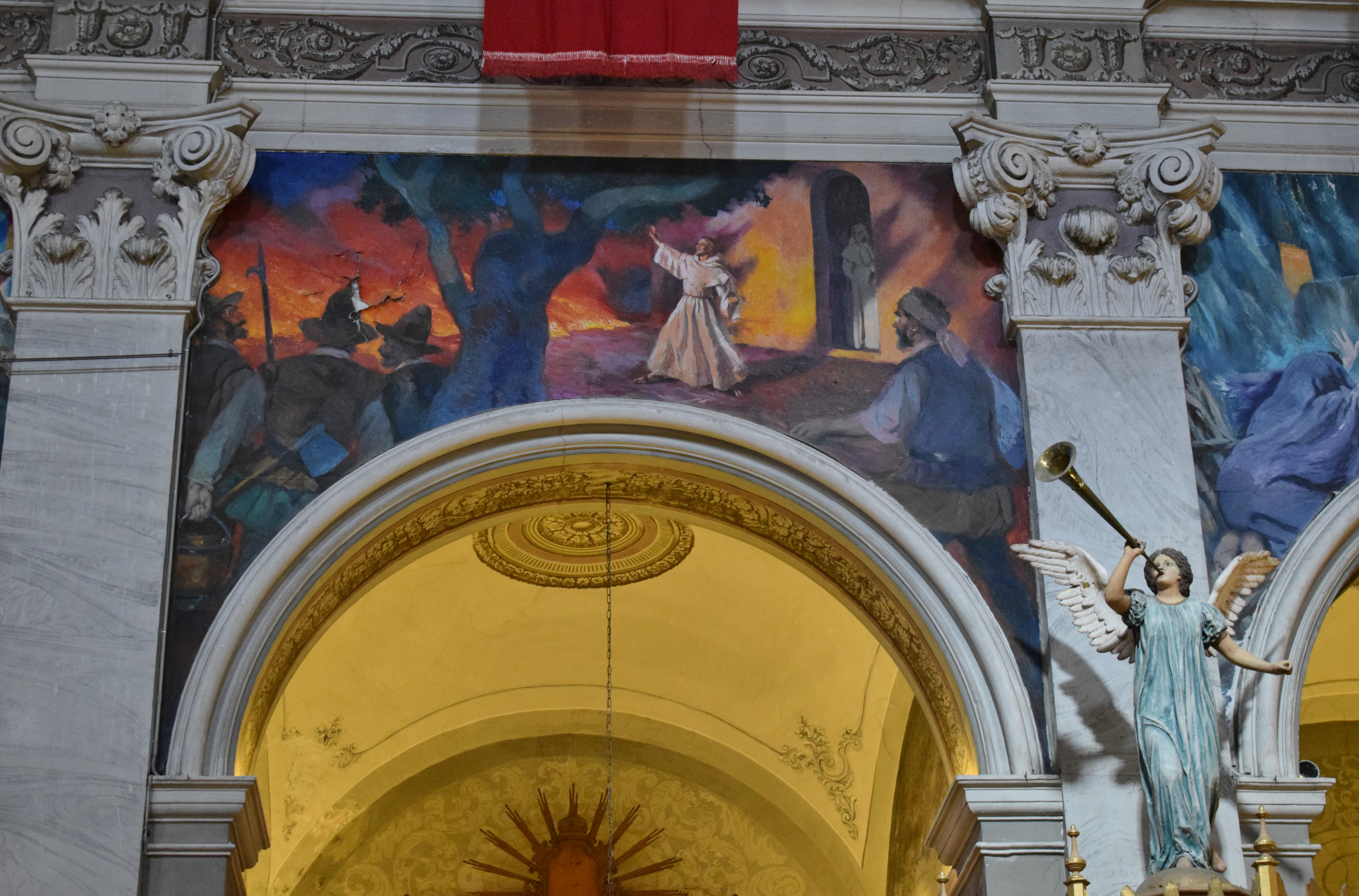
Pintura de Josep Segrelles en la iglesia de la Asunción de Albaida.

José Segrelles se destacó en la técnica de la acuarela con la que plasmó la mayor parte de sus trabajos ilustrativos. A partir de 1940, atiende numerosos encargos con pintura al óleo destinadas a iglesias. Se destacan los 19 cuadros del retablo del altar mayor de la Iglesia de Santa María de Onteniente, diversas obras en el Monasterio de Sancti Spiritu de Gilet, Enguera, Algemesí (donde completó en 1954 el retablo del altar mayor de la iglesia que había sido iniciado por Francisco Ribalta en 1603), Carcagente, Albaida (donde levanta y abre al público su Casa Museo en el año 1943); Centro de Arte Reina Sofía de Madrid; Museo del FC Barcelona, Museo de Bellas Artes de Valencia.